# أنطون اولسن
أنطون اولسن (بالنرويجية البوكمول: Anton Olsen)‏ هو لاعب رماية نرويجي، ولد في 15 مايو 1897 في أوسلو في النرويج، وتوفي بنفس المكان في 27 أبريل 1968.

## وصلات خارجية
- أنطون اولسن على موقع أوليمبيديا (الإنجليزية)